# Отель «Пацифик»
Отель «Пацифик», другое название: «Заколдованные столики» (пол. Zaklęte rewiry, чеш. Dvojí svět hotelu Pacifik) — художественный фильм 1975 года польского кинорежиссёра Януша Маевского. Драма по автобиографическому роману Хенрика Ворцеля.

## Сюжет
Действие фильма происходит в Польше в 1930-х гг. Роман Борычко — парень из деревни. Он приехал в большой город и нашёл работу в ресторане элегантной гостиницы. Сначала Роман мыл тарелки, потом сдал экзамен и стал официантом. От старших работников и клиентов-снобов ему сполна досталось притеснений, унижения и горечи, терпит крах его любовь к девушке Паулине. После нескольких лет карьеры профессионального официанта Роман заметил, что он сам начал унижать младших работников.

## В ролях
- Марек Кондрат — Роман Борычко
- Роман Вильгельми — Роберт Форнальский
- Роман Скамене — Фриц (голос: Мариан Опаня)
- Мартин Грон — Хенек (голос: Анджей Северин)
- Честмир Ржанда — Панцер (голос: Мариуш Дмоховский)
- Михал Павлицкий — Альбин
- Станислава Целиньская — Хеля
- Иоанна Касперская — Паулина
- Ярослава Шаллерова — Зоська
- Чеслав Воллейко — барон Хуманевский, гомосексуалист
- Влодзимеж Боруньский — редактор Новаковский
- Станислав Зачик — ротмистр, алкоголик
- Вацлав Логниский — Синайский, официант
- Здзислав Маклякевич — Греля, официант
- Бронислав Полочек — официант
- Иржи Лир — официант
- Ян Фалтынек — официант
- Мила Мысликова — повариха
- Ольдржих Велен — повар
- Юлиуш Любич-Лисовский — гость в ресторане
- Эва Цепеля — проститутка